# Свети Спас Горни (Вевчани)
„Възнесение Господне“ или „Свети Спас“ (на македонска литературна норма: „Свети Спас“), е православен манастир край стружкото село Вевчани, Северна Македония. Църквата е част от Стружкото архиерейско наместничество на Дебърско-Кичевската епархия на Македонската православна църква – Охридска архиепископия.
Църквата е разположена в скалите на Ябланица северозападно от Вевчани на надморска височина от 1300 m. Манастирът има площ от 864 m2 и притежава 45 ha дъбови гори.
Първоначалната църква е изградена във втората половина на XIX век. От 1985 до 1990 година е изградена новата манастирска църква. Иконостасът е изработен в първата половина на XIX век с престолни икони и целувателни икони. Резбите са дело на вевчански дърворезбари. Престолната икона „Възнесение Христово“ е изработена от Кръстьо Николов от Лазараполе в декември 1894 година. Иконите на светите апостоли са изработени от Дичо Зограф, без да е посочена годината. Може да се предположи, че е 1876 година, когато Дичо изработва иконите за црквата „Свети Никола“. Най-старата престолна икона е иконата „Свети Никола Чудотворец“, изписана в 1858 година.